# Batalla de Sekigahara
La batalla de Sekigahara (関ヶ原の戦い Sekigahara no tatakai?) fue una batalla decisiva en la historia de Japón que se libró el 21 de octubre del año 1600 (Keichō 5, decimoquinto día del noveno mes según su antiguo calendario) en Sekigahara (hoy prefectura de Gifu). Durante este conflicto se enfrentaron los ejércitos de las dos principales facciones del país: por una parte, quienes consideraban que Toyotomi Hideyori, hijo de uno de los grandes unificadores del Japón, Toyotomi Hideyoshi, era quien debía convertirse en el dirigente del país. Por otra parte, la facción de los que apoyaban a Tokugawa Ieyasu, uno de los daimyō (señores feudales) más prominentes del país, para que se convirtiera en el dirigente.
La victoria del «Ejército del Este» de Ieyasu le mereció pasar a la historia como «El último de los grandes unificadores de Japón» junto con Oda Nobunaga y Toyotomi Hideyoshi. Además, le despejó el camino para que obtuviera el título de shōgun, máxima autoridad política y militar en Japón durante esa época. A partir de entonces se establecería el shogunato Tokugawa, el último shogunato de la historia y el cual duraría más de 250 años al frente del gobierno.
La importancia de esta batalla, desenlace de toda una campaña militar, radica en que debido a su resultado el país saldría de una época de constantes conflictos y luchas internas. Se establecería además una paz casi absoluta a lo largo y ancho del archipiélago, solo interrumpida por revueltas menores hasta el regreso del emperador de Japón como máxima autoridad durante la Restauración Meiji en 1866-1869.
Aunque no se sabe con exactitud la cifra de los soldados presentes en el campo de batalla, la mayoría de los académicos asegura que entre 170 000 y 200 000 guerreros se dieron cita ese día, E incluso algunos aseguran que esta fue la mayor batalla en suelo japonés de su historia.

## El nombre de la batalla

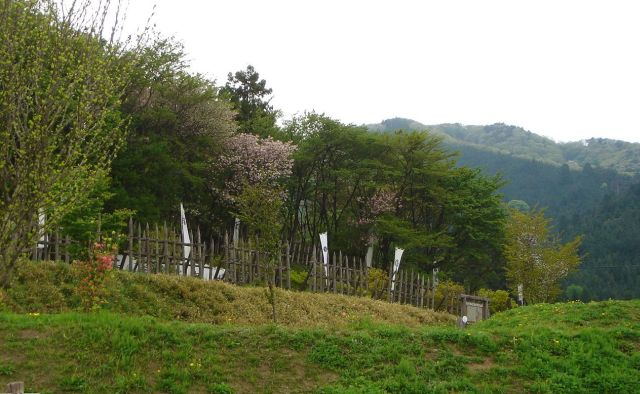
Vista actual del lugar donde se libró la batalla en el año 1600.

Esta batalla histórica, conocida también comúnmente en japonés como Tenka Wakeme no Tatakai (天下分け目の戦い?   lit. «la batalla decisiva»), toma su nombre del poblado donde se produjo el conflicto bélico: Sekigahara, ubicado en el distrito de Fuwa, prefectura de Gifu de Japón.
Cabe mencionar dos aspectos fundamentales: aunque generalmente se le considera como una sola batalla, ésta en realidad formó parte de toda una campaña militar. Durante ésta, ambos bandos efectuaron movimientos previos, asediando los castillos enemigos y luchando por controlar las principales vías de comunicación para tratar de asegurar la ventaja sobre el adversario. Otro aspecto a resaltar es que, si bien ambos bandos se habían preparado durante los meses previos para el combate, la elección del lugar fue una decisión tomada rápidamente por el comandante de uno de los bandos involucrados, Ishida Mitsunari, buscando la mejor posición de sus elementos. Irónicamente, las mismas características del lugar jugarían en su contra en el momento en que algunos de sus aliados cambiaran de bando.

## Contexto

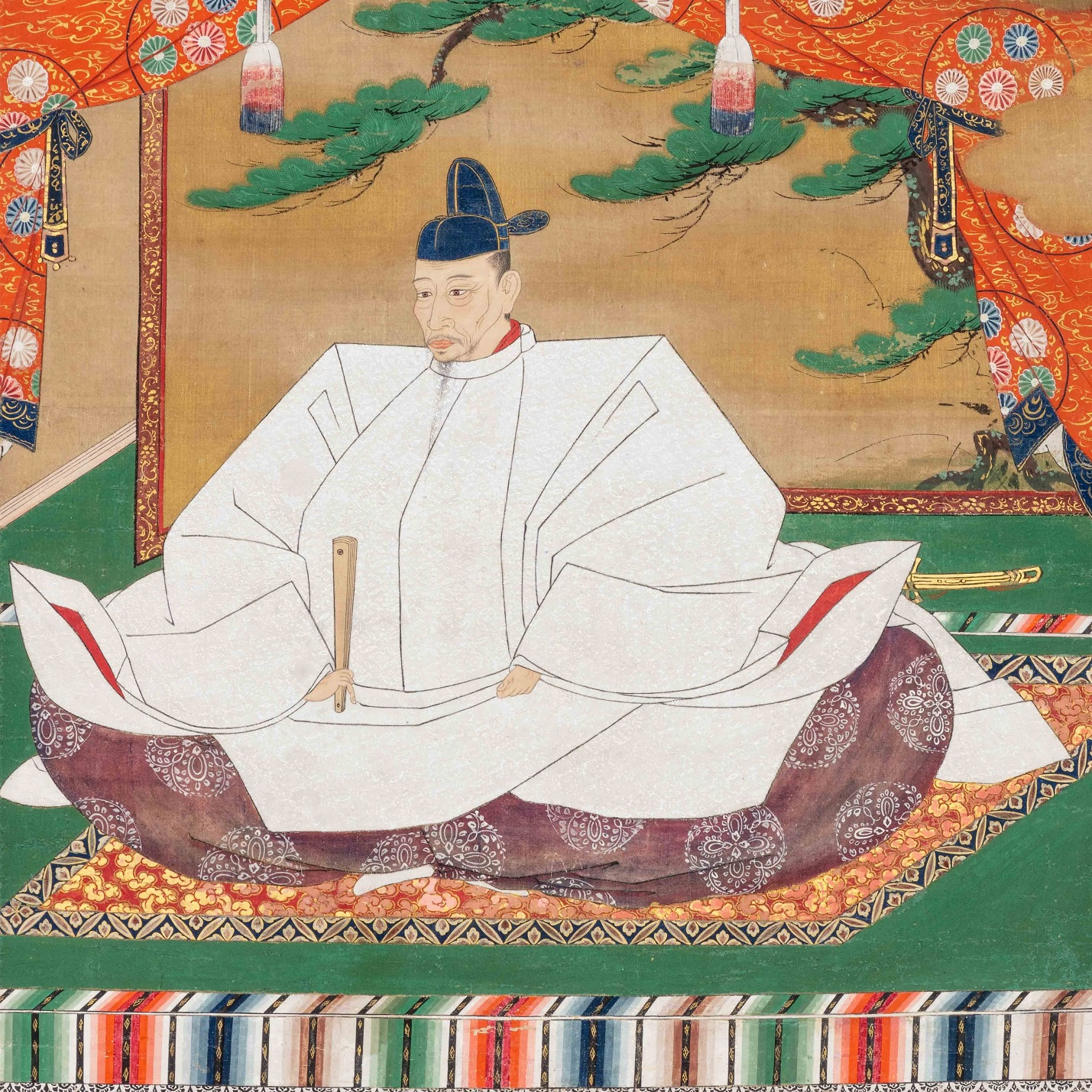
La muerte de Toyotomi Hideyoshi produjo un gran vacío de poder, lo cual llevaría a un país dividido en dos grandes facciones que se enfrentarían el 21 de octubre de 1600.

Hideyoshi fue el primer hombre que logró unificar realmente Japón al completar la tarea iniciada por Oda Nobunaga, quien fue traicionado por uno de sus principales generales, Akechi Mitsuhide, durante el «Incidente de Honnōji». Sin embargo, Hideyoshi nunca pudo convertirse en shōgun debido a su origen humilde, el cual nunca pudo ser desmentido por los biógrafos aduladores de la época, quienes por más intentos no consiguieron ligarlo familiarmente al legendario clan Fujiwara. Hideyoshi tuvo que aceptar a cambio el título menor de kanpaku (関白?   regente), título que después transfirió a su hijo adoptivo Hidetsugu, tomando para sí el de taikō (太閤?   kanpaku retirado).
Hideyoshi, a los 57 años de edad, logró tener un hijo propio, Toyotomi Hideyori, por lo que le ordenó a Hidetsugu que cometiera seppuku, suicidio ritual más comúnmente conocido en occidente como harakiri. Consciente de las disputas que se producirían a su muerte, nombró un grupo llamado «Consejo de los Cinco Regentes» (presidido por Tokugawa Ieyasu e integrado además por Maeda Toshiie, Uesugi Kagekatsu, Mōri Terumoto y Ukita Hideie) con el objeto de que el consejo gobernara hasta que su hijo cumpliera la mayoría de edad, haciéndoles jurar que lo tratarían como a él mismo.
Después de la muerte de Toyotomi Hideyoshi en 1598 se produjo un importante vacío de poder. Tokugawa Ieyasu comenzó a establecer una serie de alianzas con figuras poderosas del país por medio de matrimonios arreglados, por lo que Ishida Mitsunari, uno de los cinco bugyō (奉行?   magistrado), empezó a unificar a todos aquellos en contra de la figura de Ieyasu. Debido a que nadie se atrevía a hacerle frente, Mitsunari decidió que la única opción era que fuera asesinado. Cuando los principales generales de Ieyasu se enteraron del plan, decidieron eliminar a Mitsunari, por lo que éste tuvo que huir al Castillo de Osaka disfrazado de mujer y subido en un palanquín. Sorprendentemente, Mitsunari pidió ayuda y protección directamente a Ieyasu, quien accedió a recibirlo en el Castillo de Fushimi como invitado, donde permaneció hasta la primavera de 1599 cuando Ieyasu le pidió que regresara a su propio castillo, el Castillo Sawayama.
El 22 de agosto, mientras Ieyasu organizaba a su ejército con la intención de enfrentarse a un daimyō rebelde, Uesugi Kagekatsu, Mitsunari decidió actuar respaldado por los otros bugyō y tres de los cuatro tairō (大老?   lit. «gran anciano»), los cuales enviaron una queja formal contra Ieyasu acusándolo de 13 cargos distintos. Entre los cargos destacaban haber dado en matrimonio hijas e hijos con fines políticos y haber tomado posesión del Castillo de Osaka, antigua residencia de Hideyoshi, como si fuera suyo. Ieyasu interpretó la misiva como una clara declaración de guerra, por lo que todos los daimyō del país se enlistaron, ya fuera en el llamado «Ejército del Oeste» de Mitsunari o el «Ejército del Este» de Ieyasu.
Durante meses se llevaron a cabo planes y preparativos en ambos bandos para la batalla que estaba a punto de producirse cerca de un pequeño poblado llamado Sekigahara.

## Historia

### Movimientos previos a la campaña

Movimientos de ambos ejércitos entre julio y octubre de 1600.

Uesugi Kagekatsu, daimyō de la provincia de Aizu, comenzó a construir y ampliar rápidamente nuevas defensas en su señorío. Cuando Ieyasu le solicitó una explicación, este, a través de uno de sus principales vasallos, le respondió irónicamente que «mientras los samuráis de la ciudad pasaban su tiempo coleccionando adminículos de té, los del campo coleccionaban armamento». Ieyasu ordenó a Kagekatsu que se presentara personalmente a ofrecer una explicación de su comportamiento, pero, al no recibir ninguna respuesta, decidió llamar a sus aliados a concilio en Osaka el 12 de julio. Finalmente el 24 del mismo mes, Ieyasu y su ejército salieron de Osaka rumbo a Aizu.
Aunque Kagekatsu era consciente de la situación, no mostró preocupación, pues sabía que antes de que estuviera en peligro,  Mitsunari y su ejército atacarían al de Ieyasu. Kagekatsu decidió entonces tomar la iniciativa y atacar, por lo que casi inmediatamente tanto Mōgami Yoshiakira como Date Masamune, aliados del clan Tokugawa, contraatacaron, controlando la situación.
Ieyasu hizo una pausa el 25 de julio en el Fushimi, que custodiaba uno de sus principales vasallos, Torii Mototada, con quien pasó la tarde departiendo y bebiendo. Ambos sabían que una de las primeras acciones de Mitsunari sería asaltar este castillo y de ocurrir esto, Mototada no tendría posibilidad de salir victorioso de esa batalla. Mototada aseguró que el castillo caería solo si su fuerza era superada diez veces. La despedida de ambos a la mañana siguiente fue verdaderamente emotiva.
Mientras el «Ejército del Este» marchaba hacia su destino, Mitsunari había convocado a los principales conspiradores, entre los que se encontraban Ukita Hideie, brazo derecho de Mitsunari,i Shimazu Yoshihiro, daimyō de Satsuma, Kobayakawa Hideaki, Nabeshima Katsushige, Chōsokabe Morichika y Ōtani Yoshitsugu en el Castillo de Sawayama.
Tokugawa y su ejército avanzaban lentamente esperando los movimientos del ejército enemigo y llegaron finalmente a Edo el 10 de agosto. Permanecieron allí hasta el 1 de septiembre, cuando reemprendieron la marcha hacia el norte de Ōyama con un ejército compuesto por cincuenta mil combatientes.
Mientras tanto, en Osaka Kikkawa Hiroie estaba enfadado debido a que Mitsunari no había permitido que su clan entrara en acción, por lo que comenzó a enviar mensajes a los generales subordinados a Tokugawa, Kuroda Nagamasa e Ii Naomasa, asegurándoles que en el momento de la batalla, los 36 000 soldados del clan Mōri no se enfrentarían al «Ejército del Este».

#### Asedio de Fushimi

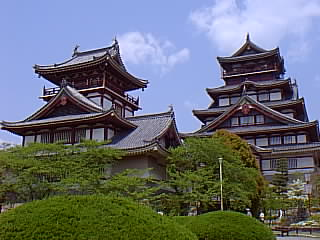
El Castillo de Fushimi custodiado por Torii Mototada sucumbió ante el asedio impuesto por el «Ejército del Oeste» el 6 de septiembre de 1600.

El 27 de agosto, las fuerzas del «Ejército del Oeste» arribaron al castillo de Fushimi tal y como habían previsto Ieyasu y Mototada. Junto con las tropas del oeste se encontraba Shimazu Yoshihiro, que originalmente se había aliado con Tokugawa, pero que ahora había cambiado de bando por el insulto que le dio Mototada al no haberle dejado entrar al castillo para ayudarlo. En el castillo se hallaban además un centenar de guerreros ninja provenientes de la región de Kōga. Dichos ninjas brindaron apoyo dentro del castillo mientras que otros hacían guerra de guerrillas en los alrededores. Los defensores soportaron el asedio de cuarenta mil soldados. durante diez días. Sabiendo que tenía que detener al ejército invasor por el mayor tiempo posible para que Ieyasu pudiera ocupar los castillos enemigos a lo largo del Nakasendō, la rendición no entraba dentro de los planes de Mototada. Al cabo de esos diez días, un traidor, a quien Mitsunari había amenazado con crucificar a su esposa e hijo, prendió fuego a una de las torres, por lo que los invasores pudieron entrar hasta el castillo central. Con tan solo doscientos hombres sobrevivientes y el castillo en llamas, Mototada efectuó cinco contraataques hasta que únicamente le quedaron diez hombres. Fue en ese momento cuando Mototada y los sobrevivientes decidieron cometer seppuku para evitar ser capturados con vida. Ese mismo día, el 6 de septiembre, Mitsunari y sus hombres lograron apoderarse finalmente del castillo, lo que les costó cerca de tres mil bajas.

#### Se movilizan las tropas
Tras la caída del Castillo de Fushimi, los aliados del «Ejército del Oeste» tenían el camino expedito para reunirse con seguridad en el Castillo de  Ōgaki y marchar juntos al norte y al este, con el fin de atacar al ejército de Ieyasu por la retaguardia, acorralándolo en su feudo de la provincia de Mikawa. El 10 de septiembre, Ieyasu ya estaba de vuelta en Edo preparando a su ejército para la batalla final, y el 15 Mitsunari y sus tropas llegaron a Ōgaki, por lo que Ieyasu pensó en regresar a Osaka.
Los castillos de Kiyosu y de Gifu se encontraban a unos 24 kilómetros aproximadamente de distancia de Ōgaki y, debido a su cercanía con los caminos a Nakasendō y Tōkaidō, quien los controlara dominaría el tráfico. El Castillo de Kiyosu estaba en poder de Ōsaki Gemba (conocido por sus enemigos como «Oni (鬼?   demonio) Gemba»), vasallo de Fukushima Masanori, aliado de Tokugawa; el Castillo de Gifu, por su parte, estaba en manos de Oda Hidenobu, nieto de Oda Nobunaga, quien se había coligado con el bando de Mitsunari. Consciente del peligro que representaba Hidenobu, Ieyasu envió 16.000 hombres al mando de Fukushima Masanori, Kuroda Nagamasa, Honda Tadakatsu, Ii Naomasa y Hosokawa Tadaoki para asegurar primero el castillo de Kiyosu y posteriormente expugnar el castillo de Gifu a cualquier precio. Luego mandó 15.000 soldados más a las órdenes de Ikeda Terumasa, Asano Yoshinaga y Yamanouchi Kazutoyo e hizo un último envío de 36.000 hombres con su hijo Hidetada al frente para que se trasladaran por el Nakasendō, con el fin de garantizarse la consecución del objetivo.
Las fuerzas en Tōkaidō, que sumaban 31 000 soldados, asediaron el Castillo de Gifu el 28 de septiembre, del que «Ejército del Este» se apoderó al día siguiente. Hidenobu fue enviado bajo custodia a un monasterio hasta que Ieyasu decidiera su futuro tras la batalla.
El 7 de octubre, Ieyasu decidió salir de Edo con su ejército de 30.000 hombres para marchar hacia el oeste. A diferencia de la ida, que había realizado en cuarenta días con apenas algunos cientos de hombres, esta vez recorrió el mismo trayecto en tan solo dos semanas.

#### Asedio de Ueda
Hidetada marchó de Edo por el Nakasendō con el objetivo de tomar el Castillo de Ueda, controlado por el clan Sanada, el cual era leal al de los Mitsunari, para posteriormente reunirse con su padre en algún punto de la provincia de Mino el 20 de octubre. El asedio al castillo defendido por el clan Sanada comenzó el 12 de octubre y los defensores, mandados por Sanada Masayuki, lograron resistir los embates del enemigo gracias a una combinación mortal de disparos de mosquetes y cargas de infantería que desmoralizaba a las tropas de Tokugawa y las hacía huir. Otro punto a favor que tenían los Sanada era que el famoso samurái Sanada Yukimura se encontraba defendiendo el castillo, y las tropas de Tokugawa huían tan solo al verlo en batalla. Con ello se mantenía un juego de continua defensa y contrataque por parte del clan Sanada; la mayoría de los miles de bajas del asedio eran del bando del clan Tokugawa. Los sitiadores, temiendo haberse demorado demasiado, decidieron embestir por última vez; merced a la llegada de las tropas de Tokugawa Hidetada se rompió finalmente el asedio el 16 de octubre y tras ello Tokugawa Hidetada reanudó el viaje. Para cuando llegó a Sekigahara, la batalla había terminado.

#### Asedio de Ōtsu
El Castillo Ōtsu estaba en poder de Kyōgoku Takatsugu, partidario de Ieyasu y, debido a su posición estratégica, a orillas del lago Biwa, ambos bandos estaban interesados en controlarlo.
El 13 de octubre, un contingente de 13.000 hombres al mando de Mōri Motoyasu, Tachibana Muneshige y Tsukushi Hirakodo tomó posiciones en los alrededores del castillo, junto con las fuerzas navales de Mashita Magamori, para comenzar el asedio. Este choque sirvió de entretenimiento a los habitantes de Kioto, que se apostaron en las colinas vecinas llevando alimentos para disfrutar del acontecimiento a manera de obra teatral. Los defensores, 3.000, resistieron los ataques y para el sexto día Takatsugu envió a un grupo de ninjas al campamento del clan Mōri a que robara algunas de sus insignias y banderas. A la mañana siguiente, las banderas ondeaban en el interior del castillo, pero no esto no bastó para desmoralizar a los sitiadores. Al contrario, tanto los avergonzados Mōri como los Tachibana, que al principio habían pensado que el castillo había caído efectivamente y ellos no habían participado en la conquista, redoblaron sus esfuerzos para adueñarse de la fortaleza. El castillo cayó finalmente el 21 de octubre; aunque Takatsugu había perdido la batalla, había logrado mantener lejos del principal enfrentamiento a 15.000 soldados del bando de Mitsunari.

### Movimientos previos a la batalla
Después de una lenta marcha, Mitsunari y sus hombres llegaron a Ōgaki, desde donde envió a un grupo de mensajeros con instrucciones para que Mōri Terumoto movilizara a sus tropas hacia Osaka. Desafortunadamente, éstos fueron capturados por soldados del «Ejército del Este», por lo que salió un segundo grupo de mensajeros que lograron entregar el mensaje. Terumoto comenzó a avanzar con 30 000 efectivos. Al mismo tiempo, Kobayakawa Hideaki mandó sus propios mensajeros, solo que fueron enviados ante la presencia de Ieyasu, donde le aseguraron que recibirían su apoyo una vez comenzara la batalla decisiva.
Tres días después de recibir el mensaje de Hideaki, el 17 de octubre, Ieyasu llegó a Kiyosu y dos días después ya se encontraba en el Castillo Gifu.

#### Escaramuza en Akasaka
Ieyasu y sus hombres arribaron a Akasaka el 20 de octubre, donde estableció un pequeño campamento en una pequeña colina llamada Okayama. La proximidad del enemigo consternó al bando leal a Mitsunari y se sorprendieron de la velocidad de su avance. Otros daimyō solicitaron autorización para efectuar una labor de reconocimiento al campamento enemigo, por lo que Shima Sakon y Akashi Masataka, junto con 1300 hombres, salieron del campamento. Ambos bandos se enfrentaron entonces en una escaramuza en medio del río Kuisegawa, durante la cual fue destrozado el puente. El enfrentamiento terminó cuando comenzó a caer la noche.
De regreso en el campamento, tanto Shimazu Yoshihiro como Ukita Hideie propusieron un ataque nocturno a gran escala al campamento enemigo, ya que sus soldados estaban cansados y habían comido y dormido con sus armaduras puestas durante dos semanas, con lo que lograrían una victoria definitiva. Sakon se negó ante la propuesta, alegando que ese tipo de ataques nocturnos eran «cobardes» y utilizados por ejércitos de menores proporciones ante un enemigo superior, y debido a que ellos contaban con más efectivos, se llevarían la victoria. La idea del ataque nocturno fue desechada. Mitsunari tomó entonces la decisión de ordenar una retirada general hacia Sekigahara, un lugar donde, según él, tendrían la ventaja en el campo de batalla.

### La batalla

#### Primeras horas

Posición inicial de las tropas en la batalla de Sekigahara.

Primeros movimientos en la batalla.

Hacia las 4:30 de la mañana, las tropas del «Ejército del Oeste» estaban formadas y en posición de batalla. Para la media noche, cuando Ieyasu recibió la noticia de que las tropas enemigas se movilizaban y después de determinar la dirección que tomaba el ejército enemigo, ordenó del mismo modo movilizar su ejército a la nueva ubicación. Ambos ejércitos llegaron casi al mismo tiempo al lugar donde se desarrolló la batalla. Aunque es imposible saber el número real de samuráis que estuvieron presentes en este combate, algunas fuentes aseguran que ese día participaron cerca de 250 000 soldados.
El día amaneció lluvioso. Una espesa niebla cubría el valle, por lo que la visibilidad se reducía a unos pocos metros y las tropas tenían dificultades para identificar al enemigo. A las ocho de la mañana, la niebla se dispersó y después de algunos instantes comenzó el enfrentamiento. No está del todo claro qué bando inició el ataque, aunque los primeros que se movilizaron fueron 30 guerreros a caballo del bando del este, miembros de «los demonios rojos» de Ii Naomasa, quienes atacaron la posición de Ukita Hideie, extendiéndose la lucha de inmediato en ambos ejércitos.
El ataque inicial de Naomasa fue tan sorpresivo y violento que alcanzaron las líneas del clan Shimazu. Del otro lado del campo de batalla, el ataque de Kyōgoku Takamoto, Tōdō Takatora y Terazawa Hirotaka amenazó la posición de Ōtani Yoshitsugu, pero este pudo contenerlos gracias a las fuerzas veteranas que componían su ejército, al genio militar que tenía este, a la lealtad de sus tropas y de sus generales.
Cerca de 20 000 hombres correspondientes a las fuerzas de Kuroda Nagamasa, Tanaka Yoshimasa, Hosokawa Tadaoki, Katō Yoshiaki y Tsutsui Sadatsugu hicieron una carga directa contra el puesto de mando de Mitsunari. Se creó un anillo defensivo improvisado para evitar que llegaran hasta donde se encontraba Mitsunari y lograron detener su avance gracias a los contrataques de los contingentes de Sakon Shima y Satoi Gamo. Juntas, las fuerzas de Sakon Shima y Satoi Gamo resistieron los embates de Kuroda Nagamasa y Hosakawa Tadaoki, por lo tanto la posición de Mitsunari logró resistir los embates orientales.
Para apoyar a Nagamasa, Togawa Michiyasu e Ikoma Masumasa llevaban consigo arcabuceros, quienes dispararon en el flanco derecho de las líneas frontales del «Ejército del Oeste». Shima Sakon, que había salido ileso de la escaramuza en Akasaka, cayó herido de un disparo, por lo que tuvo que retirarse a las líneas de retaguardia.
Las tropas de Tokugawa estaban motivadas y redoblaban esfuerzos, por lo que Mitsunari decidió utilizar cinco cañones para disparar contra el enemigo. Debido a que los cañones en Japón no se utilizaban frecuentemente durante la batalla, Mitsunari logró el efecto deseado y las tropas enemigas se replegaron. Ordenó a sus soldados que avanzaran para atacar a Tanaka Yoshimasa, pero las fuerzas de Katō Yoshiaki y de Hosokawa Tadaoki reaccionaron a tiempo, logrando que los soldados de Ishida volvieran a tomar posiciones defensivas.
Del otro lado del Monte Nangū, Asano Yukinaga lideró a sus 6510 samuráis a atacar directamente a Natsuka Masaie. Ambos bandos hicieron disparos intercalados de arcabuz aunque sin mucho orden o estrategia. Ota Gyūichi escribió posteriormente acerca de la primera fase de la batalla:

Aliados y adversarios se presionaron unos a otros. El fuego de los arcabuces y los gritos retumbaban en los cielos y estremecían la tierra. El humo negro subía, haciendo al día como la noche.
Ota Gyūichi.

Ōtani Yoshitsugu entabló un duro combate con las tropas de Tōdō Takatora y Kyōgoku Takatomo, mientras que las de Konishi Yukinaga mantenían un feroz combate cuerpo a cuerpo con las de Oda Yūraku y Terezawa Hirotaka. Pero hasta ese momento no había un lugar más caótico que la escena donde se enfrentaban Fukishima Masanori y Ukita Hideie, debido a los constantes ataques y contraataques de uno y otro bando, de modo que las fuerzas ukita tenían que aguantar cada vez más ataques por parte de las fuerzas de Masanori Fukushima y ceder poco a poco terreno para cuando llegara el momento de que los hombres de Kobayakawa cargaran contra el flanco de las tropas orientales y las despedazaran. tr.

#### Continúa la batalla

La batalla entre 11:00 y 11:30 de la mañana.

Hacia las 10:00 a. m. Ieyasu decidió adelantar su centro de comando acercándose al del enemigo, mientras que Mitsunari había enviado un mensajero a Shimazu Yoshihiro para que se uniera a la batalla, ya que, de sus cerca de 80 000 soldados, solo habían entrado en combate unos 35 000 por la baja lealtad que le tenían algunos generales.
El mensajero insultó el orgullo del viejo Shimazu al dar el mensaje sin haberse apeado primero del caballo, por lo que Mitsunari en persona tuvo que ir a dar la orden de atacar. Shimazu le contestó: «En la batalla, uno debe de encargarse de sus propios asuntos y pelear sus propias peleas [...] no hay tiempo para preocuparse de los asuntos de los demás, ya sea en el frente, retaguardia o en los flancos». Mitsunari regresó a su posición para observar la situación imperante y considerar los ajustes necesarios. Ante la negativa del clan Shimazu que le suponía una gran pérdida de efectivos para la batalla, ahora dependía del clan Mōri que se encontraba sin movilizarse y de las tropas de Kobayakawa Hideaki que tenían que cargar colina abajo contra el flanco de todo Takatora y arrasar la línea de Tokugawa.
El «Ejército del Oeste» había sido duramente atacado pero había podido reagruparse gracias al liderazgo de Ukita Hideie. Todo iba saliendo de acuerdo al plan: Hideie soportaría el ataque principal de Tokugawa, Kobayakawa Hideaki descendería y atacaría las tropas enemigas por un flanco, Mitsunari por el otro y el contingente del clan Mōri por la retaguardia, aprisionando a Tokugawa sin darle oportunidad de huir. Eran alrededor de las 11 de la mañana cuando Mitsunari consideró que era el momento oportuno de enviar la señal para que Kobayakawa Hideaki y sus 15 000 hombres procedieran de acuerdo al plan, por lo que encendieron las señales de fuego que habían acordado con antelación.
Al ver las señales, Ankokuji Ekei y Natsuka Masaie comprendieron que era el momento de entrar en la lucha, pero cuando vieron que Kikkawa Hiroie no hacía movimiento alguno, enviaron a un mensajero a preguntar si tenían algún problema. Hiroie solo respondió que se encontraba muy ocupado comiendo, por lo que solicitó que no lo molestaran por el momento. Decidieron entonces esperar también a que Hiroie entrara en acción, por lo que las fuerzas Mōri y Chosakabe no entrarían en batalla hasta que Kikkawa Hiroie se movilizara, lo que significaba un gran error táctico para el bando occidental y una pérdida de tiempo para el plan de Mitsunari.

#### La traición de Hideaki

Kobayakawa Hideaki decide entrar en la batalla apoyando al bando contrario. Algunos se le suman mientras que el «Ejército del Oeste» se desmoraliza y sus integrantes comienzan a huir desordenadamente.

Tanto Ieyasu como Mitsunari estaban ansiosos por ver cómo procedería Hideaki: si apoyaba el ejército del este o el del oeste. Ieyasu decidió enviar un contingente de arcabuceros para que atacaran la posición de Kobayakawa, justo atrás de Hideaki, quien pareció salir del letargo ante los disparos y gritó finalmente: «Nuestro objetivo es Ōtani Yoshitsugu!».
Ōtani Yoshitsugu estaba preparado ante la posibilidad de la traición de Hideaki, por lo que había mantenido dos divisiones en la retaguardia. Desafortunadamente para él el ataque del enemigo había sido demasiado intenso y en cuanto fue atacado por las tropas del traidor, sus hombres y generales comenzaron a caer uno a uno. Sabiendo que ni la retirada ni la huida eran factibles, Yoshitsugu le pidió a uno de sus vasallos que le cortara la cabeza y la escondiera de tal forma que el enemigo no pudiera obtenerla como un trofeo.
Una vez que se corrió el rumor de la traición, el «Ejército del Oeste» perdió todo orden y el ánimo de los samuráis se derrumbó.
Los Shimazu fueron alcanzados finalmente por Ii Naomasa y Shimazu Toyohisa fue asesinado. Yoshihiro comprendió que no había más opción que huir, por lo que reagrupó su ejército y emprendió la retirada, dejando algunos arcabuceros atrás con la finalidad de detener el avance de los «demonios rojos». Entre los disparos de los arcabuceros Shimazu, Ii Naomasa recibió el impacto de una bala en el hombro, por lo que se vio obligado a retirarse y dejar que los Shimazu escaparan.
Kikkawa Hiroie, al mando de 3000 hombres en la avanzada de las tropas del clan Mōri, rehusó participar, por lo que Mōri Hidemoto hizo lo mismo con sus 15 000 guerreros. Durante su huida, los Shimazu se toparon con la división de Chōsokabe Morichika, quienes al enterarse de la situación decidieron que tampoco entrarían en la batalla.
El ejército restante comenzó a huir en desbandada. Mitsunari, rodeado de tan solo algunos de sus principales generales, decidió huir a las montañas. Alrededor de las 2:00 de la tarde, Ieyasu declaró la guerra terminada.

#### Fin de la batalla

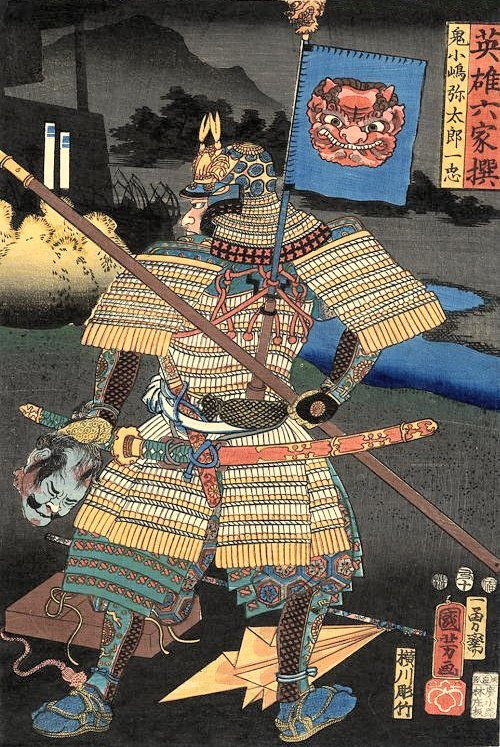
Al finalizar la batalla se realizaba una ceremonia donde las cabezas cortadas de los enemigos eran exhibidas al general victorioso. Representación realizada por Utagawa Kuniyoshi.

Ya en su campamento Ieyasu se sentó junto con sus principales consejeros y generales y ordenó que se preparara la ceremonia en la que se presentan las cabezas cercenadas de los principales generales del ejército enemigo. Dicha ceremonia era tradicional en los samuráis y consistía en un ritual en el que se seguían los siguientes pasos: Primero las cabezas cortadas de los enemigos eran lavadas y peinadas. Una vez efectuado esto, se ennegrecían los dientes aplicando un tinte llamado ohaguro. Finalmente las cabezas eran dispuestas cuidadosamente sobre una tabla para su exposición.
Mientras se preparaba dicha ceremonia, los principales generales comenzaron a llegar al campamento. El primero en aparecer fue Kuroda Nagamasa, quien recibió un tantō como obsequio e Ieyasu lo felicitó, asegurando que la victoria se había alcanzado debido a su lealtad y esfuerzo. A continuación arribaron Honda Tadakatsu y Fukushima Masanori, seguidos por Ii Naomasa, quien tuvo que ser ayudado debido a la herida recibida. Kobayakawa Hideaki llegó al campamento e inmediatamente se postró frente a Ieyasu, disculpándose por el asedio al Castillo Uedahara y solicitando que se le permitiera liderar el ataque al Castillo Sawayama para compensar «su error».
Finalmente, y posterior a la ceremonia de cobro de cabezas, llegó Tokugawa Hidetada. Ieyasu no aceptó verlo inmediatamente y solo lo recibió entrada la tarde, sin mediar palabra alguna.

### Consecuencias

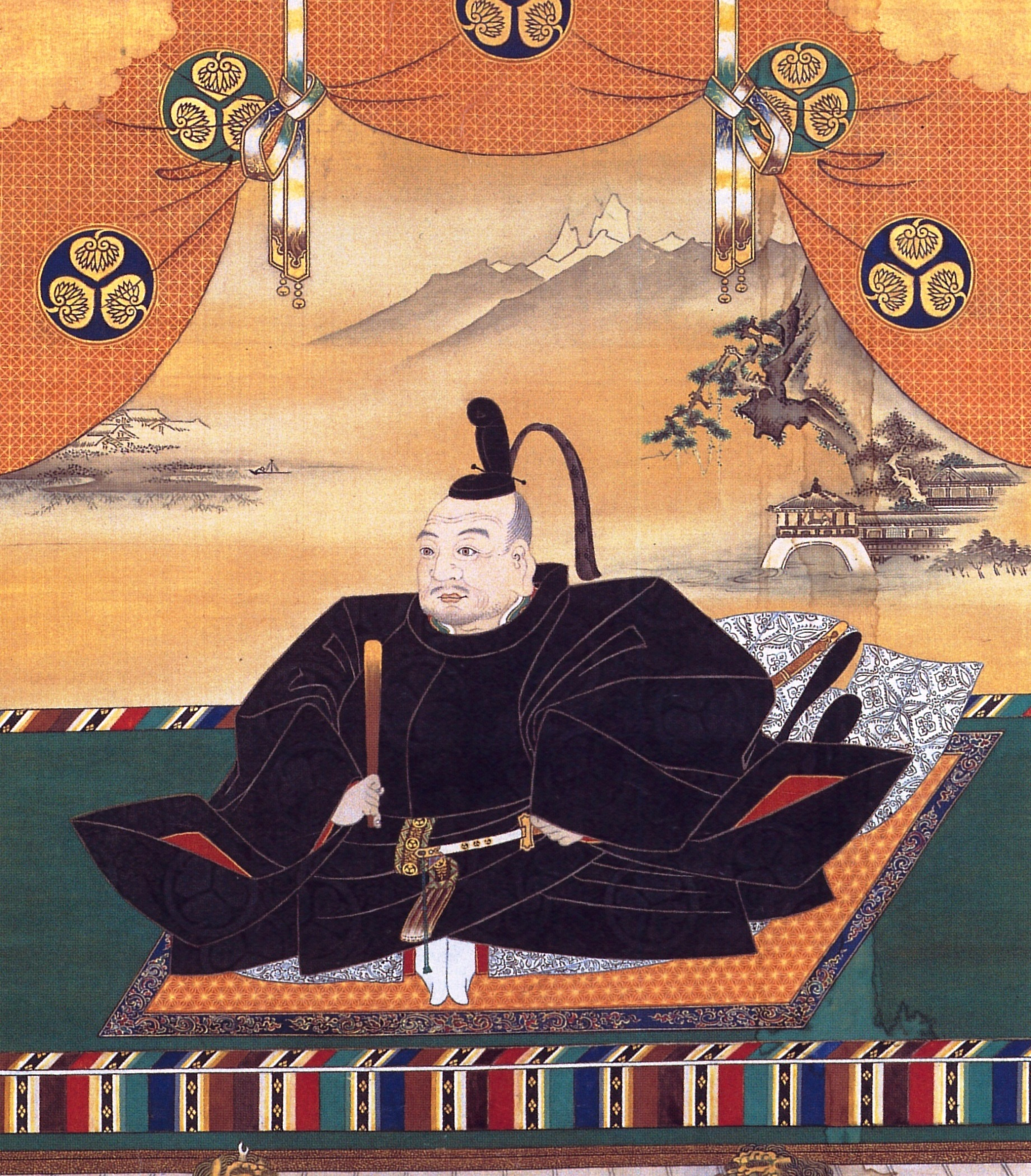
Gracias a la victoria en Sekigahara, Tokugawa Ieyasu fue nombrado shōgun e instauró el shogunato Tokugawa.

La primera acción del triunfante Ieyasu fue tomar el castillo perteneciente a Mitsunari, el cual era resguardado por Ishida Masazumi, hermano de Mitsunari. Kobayakawa Hideaki tuvo «el honor» de encabezar el ataque contra el castillo y solo dos días después Masazumi se rindió cometiendo seppuku.
Algunos días después de la batalla Ishida Mitsunari fue capturado junto con Ankokuji Ekei y Konishi Yukinaga, y fueron escoltados hasta Kioto donde fueron decapitados en Rokujō-ga-hara. Ukita Hideie huyó del campo de batalla y se escondió con los Shimazu en Satsuma y durante su ausencia su feudo de tres provincias fue confiscado y distribuido. En 1603 Shimazu Iehisa reveló su escondite y rápidamente fue condenado a muerte, aunque posteriormente solo se le obligó al exilio en la isla de Hachijō-jima, donde murió en 1655.
Ieyasu ganó la supremacía casi absoluta en el país y decidió instalar a Toyotomi Hideyori en el Castillo Osaka (desde el cual se levantaría en armas contra el shogunato en 1614 en lo que es conocido como «Asedio de Osaka»). Le otorgó además un feudo valorado en 650 000 koku. Finalmente en 1603, Ieyasu fue nombrado oficialmente por el Emperador Go-Yōzei como shōgun, estableciendo así el shogunato Tokugawa, el cual duraría más de 250 años.

#### Repartición de tierras
Para recompensar a todos aquellos que lo habían apoyado en la victoria y castigar a sus detractores, Ieyasu confiscó las tierras de 90 familias, las cuales en total equivalían a 6,5 millones de koku y las reasignó. De los 204 feudos que existían durante el mandato de Toyotomi Hideyoshi, para 1602 y con la reasignación, solo quedaron 188 distribuidos de la siguiente manera:
| Feudos sin cambios          |           |
| Daimyō                      | Koku      |
| Clan Shimazu                | 605 000   |
| Clan Nabeshima              | 357 000   |
| Hori Hideharu               | 300 000   |
| Mōri Tadamasu               | 120 000   |
| Nanbu Toshinao              | 100 000   |
| Honda Tadakatsu             | 100 000   |
| Sakakibara Yasumasa         | 100 000   |
| 62 feudos menores a 100 000 | 1 747 000 |
| Total (69 feudos)           | 3 429 000 |

| Feudos que aumentaron con Ieyasu |            |            |
| Daimyō                           | Incremento | Koku       |
| Maeda Toshinaga                  | 360 000    | 1 195 000  |
| Yūki Hideyasu                    | 650 000    | 751 000    |
| Date Masamune                    | 25 000     | 605 000    |
| Gamō Hideyuki                    | 420 000    | 600 000    |
| Kobayakawa Hideaki               | 51 000     | 574 000    |
| Mogami Yoshimitsu                | 330 000    | 570 000    |
| Kuroda Nagamasa                  | 343 000    | 523 000    |
| Matsudaira Tadayoshi             | 420 000    | 520 000    |
| Ikeda Terumasa                   | 368 000    | 520 000    |
| Katō Kiyomasa                    | 270 000    | 520 000    |
| Fukushima Masanori               | 298 000    | 498 000    |
| Asano Yukinaga                   | 178 000    | 395 000    |
| Nagaoka Tadaoki                  | 139 000    | 369 000    |
| Tanaka Yoshimasa                 | 225 000    | 325 000    |
| Horio Tadauji                    | 70 000     | 240 000    |
| Tōdō Takatora                    | 120 000    | 203 000    |
| Yamanouchi Kazutoyo              | 134 000    | 202 000    |
| Katō Kamei                       | 100 000    | 200 000    |
| Hachisuka Iemasa                 | 10 000     | 187 000    |
| Ii Naomasa                       | 60 000     | 180 000    |
| Nakamura Kazutada                | 30 000     | 175 000    |
| Ikoma Kazumasa                   | 23 000     | 173 000    |
| Takeda Nobuyoshi                 | 110 000    | 150 000    |
| Kyōgoku Takatomo                 | 23 000     | 123 000    |
| Terazawa Hirotaka                | 40 000     | 120 000    |
| Satomi Yoshiyasu                 | 30 000     | 120 000    |
| Sanada Nobuyoki                  | 88 000     | 115 000    |
| Okudaira Nobumasa                | 20 000     | 100 000    |
| Torii Tadamasa                   | 60 000     | 100 000    |
| Okudaira Iemasa                  | 100 000    | 100 000    |
| 85 feudos menores a 100 000 koku |            | 1 746 000  |
| Total (115 feudos)               |            | 12 199 000 |

Del mismo modo se establecieron dos tipo de señores feudales: los fudai-daimyō (譜代大名?) y los tozama-daimyō (外様大名?). Los fudai eran aquellos que habían sido leales anterior o durante la batalla de Sekigahara, mientras que los tozama eran aquellos cuya lealtad se había asegurado solo después de la batalla, por lo que fueron relegados del círculo principal de influencia del gobierno.

## El orden de la batalla
Aunque no se sabe con exactitud la cifra de los soldados presentes en el campo de batalla, la mayoría de los académicos asegura que entre 170 000 y 200 000 guerreros se dieron cita ese día. El historiador estadounidense Anthony J. Bryant asegura que las tropas presentes en la batalla se componen de la siguiente manera:
| Fuerzas del Ejército del Este | Fuerzas del Ejército del Este |                            | Fuerzas del Ejército del Oeste | Fuerzas del Ejército del Oeste |
| --- | ----------------------------- | -------------------------- | ------------------------------ | ------------------------------ |
| Daimyō | soldados                      | Daimyō                     | soldados                       |                                |
| Tokugawa Ieyasu | 30 000                        | Mōri Terumoto*             | ---                            |                                |
| Honda Tadakatsu | 500                           | Ishida Mitsunari           | 4000                           |                                |
| Hosokawa Tadaoki | 5000                          | Shima Sakon                | (1000)                         |                                |
| Ii Naomasa | 3600                          | Gamo Bitchū                | (1000)                         |                                |
| Matsudaira Tadayoshi | 3000                          | Akaza Naoyasu              | 600                            |                                |
| Tsutsui Sadatsugu | 2850                          | Chōsokabe Morichika        | 6600                           |                                |
| Arima Toyōji | 900                           | Kikkawa Hiroie             | 3000                           |                                |
| Asano Yukinaga | 6510                          | Mōri Hidemoto              | 15 000                         |                                |
| Fukushima Masanori | 6000                          | Ankokuji Ekei              | 1800                           |                                |
| Ikeda Terumasa | 4560                          | Kobayakawa Hideaki         | 15 600                         |                                |
| Ikoma Kazumasa | 1830                          | Konishi Yukinaga           | 4000                           |                                |
| Katō Yoshiaki | 3000                          | Kuchiki Mototsuna          | 600                            |                                |
| Kuroda Nagamasa | 5400                          | Natsuka Masaie             | 1500                           |                                |
| Kyōgoku Takamoto | 3000                          | Ogawa Suketada             | 2100                           |                                |
| Oda Yūraku | 450                           | Ōtani Yoshitsugu           | 600                            |                                |
| Tanaka Yoshimasa | 3000                          | Ōtani Yoshikatsu           | 3500                           |                                |
| Terazawa Hirotaka | 2400                          | Shimazu Yoshihiro          | 1500                           |                                |
| Tōdō Takatora | 2490                          | Shimazu Toyohisa           | (750)                          |                                |
| Yamanouichi Kazutoyo | 2058                          | Toda Shigemasa             | 1500                           |                                |
| Yoshida Shigekatsu | 1200                          | Ukita Hideie               | 17 000                         |                                |
| |                               | Wakizaka Yasuharu          | 990                            |                                |
| |                               | Vasallos del clan Toyotomi | 2000                           |                                |
| Total | 88 888                        |                            | 81 890                         |                                |
| Nota: Las tropas de Mōri Terumoto no se contabilizan debido a que se encontraban en el Castillo Osaka al momento de la batalla. Cifras entre paréntesis indican que las tropas se tomaron del ejército principal de su comandante y en naranja los que desertaron hacia el bando del «Ejército del Este». |                               |                            |                                |                                |

## Armas

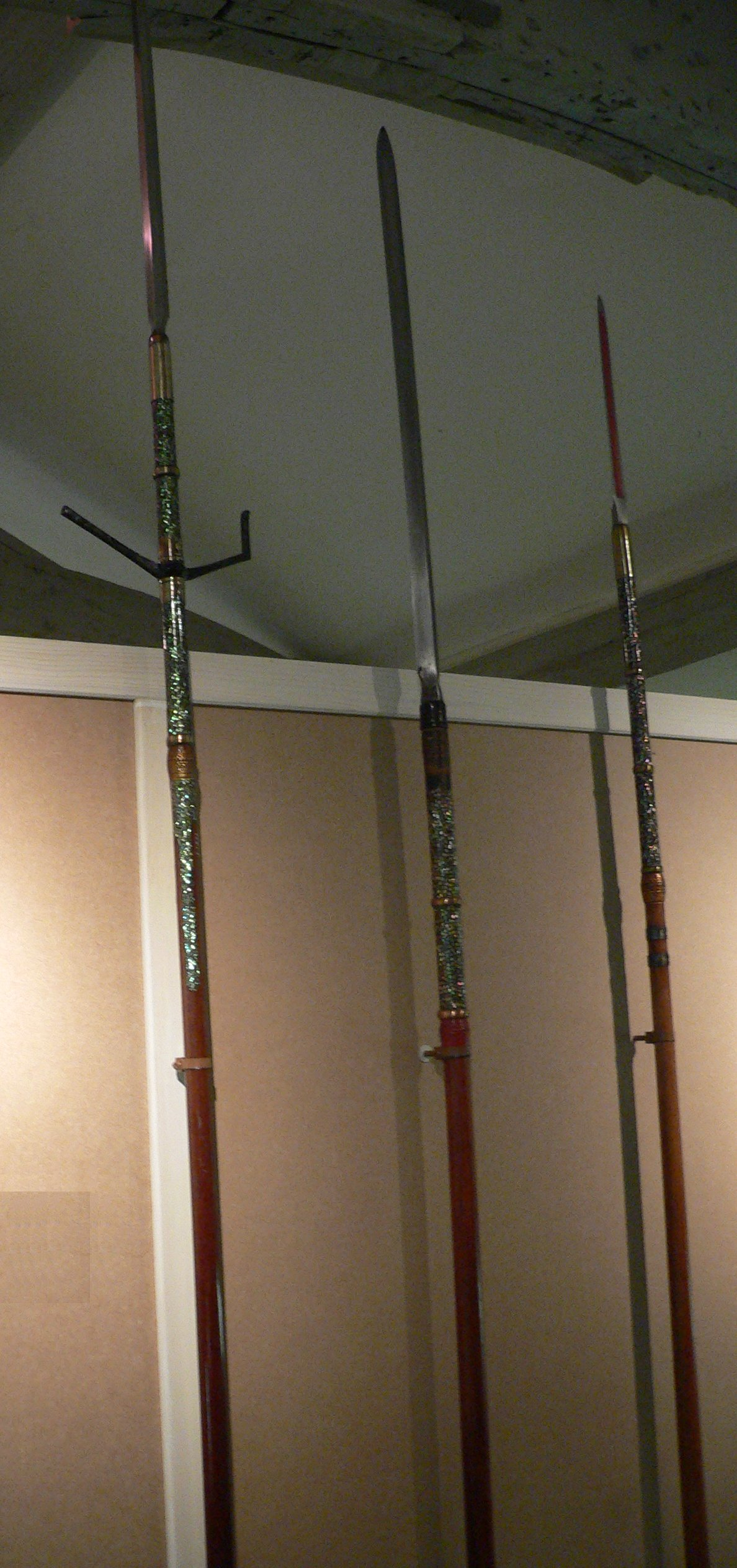
Distintos tipos de yari.

### De filo cortante
El arma principal utilizada en esta batalla fue la yari, una especie de lanza japonesa que bien podían utilizar las tropas de a pie de infantería llamadas ashigaru (足軽?   lit. «pies ligeros») e incluso los samuráis a caballo, aunque en una medida más corta conocida como mochi yari.
El arma secundaria fue la nihontō, conocida más comúnmente en occidente como katana. Aunque hogaño es el arma más estrechamente relacionada con el samurái, no fue hasta el periodo Edo, una época de paz, en que se la llegó a considerar como «el alma del samurái». La katana se utilizaba junto con una espada corta llamada wakizashi y juntas recibían el nombre de daishō (大小?   lit. «grande y pequeña»).
Cuando un samurái portaba su armadura completa, la katana colgaba con la hoja hacia abajo y el wakizashi era reemplazado por un tantō. La katana llegó a ser considerada como una de las armas más importantes en el campo de batalla debido a que con ella se solían definir combates cuerpo a cuerpo y con esa misma arma se cortaban las cabezas de los enemigos derrotados.

### Arrojadizas

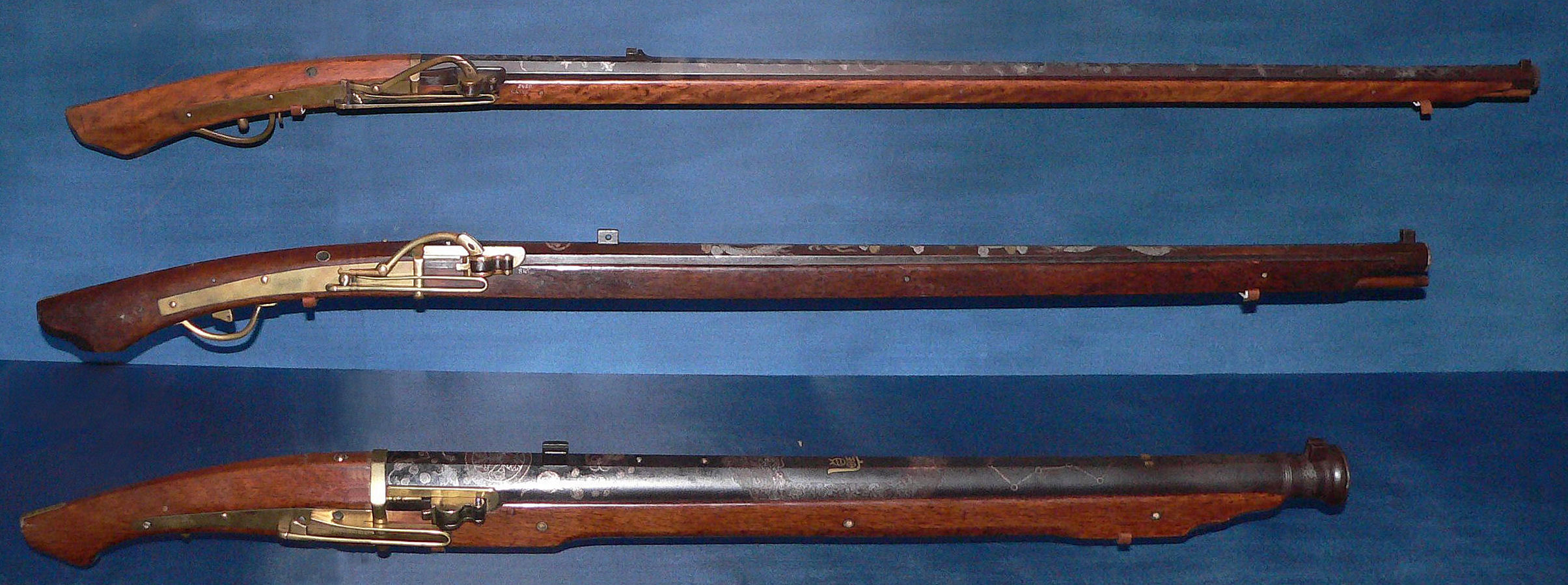
Arcabuces japoneses llamados Teppō del periodo Edo, los cuales fueron desarrollados a partir del modelo europeo.

Durante la mayor parte de la historia de los samuráis, el arco japonés (llamado yumi) fue su arma preferida y solo se solía recurrir a la espada al descender del caballo y entablar combate cuerpo a cuerpo, por lo que los samuráis solían ser expertos en el kyūba no michi «manejo del arco y el caballo». Los históricos arcos japoneses se asemejan en gran medida a los que se utilizan actualmente en el kyūdō, el cual tenía que ser levantado a la altura de la cabeza del jinete para poder disparar adecuadamente. La práctica del caballo y el arco dieron lugar al yabusame, el cual es practicado hasta nuestros días.
En 1510, los samuráis conocieron el cañón de metal y en ese mismo año, Hōjō Ujimasa compró una pistola china. Para 1548, durante la batalla de Uedahara se registró el uso de armas de fuego, por lo que de una forma u otra su uso se había extendido entre los distintos clanes. En 1543, comerciantes portugueses arribaron a Japón buscando un intercambio comercial y entre los artículos que intercambiaron había arcabuces europeos. A partir de 1549, diversos artesanos desarrollaron la técnica necesaria para reproducir estas armas y comenzaron a fabricar sus propios arcabuces llamados teppō (鉄砲?   lit. «cañón de acero»). Aunque muchos samuráis se opusieron a su implementación debido a que con estas nuevas condiciones cualquier soldado estaba en posición de matar de un solo tiro a un entrenado y diestro maestro de las artes marciales (aun fuera un humilde ashigaru), su uso se propagó por todo el país y se volvió un elemento típico en los conflictos bélicos. La batalla de Sekigahara no fue la excepción, por lo que el fuego del arcabuz se combinó con el uso del arco, aunque este último ya era considerado como rústico y arcaico.

## Armaduras

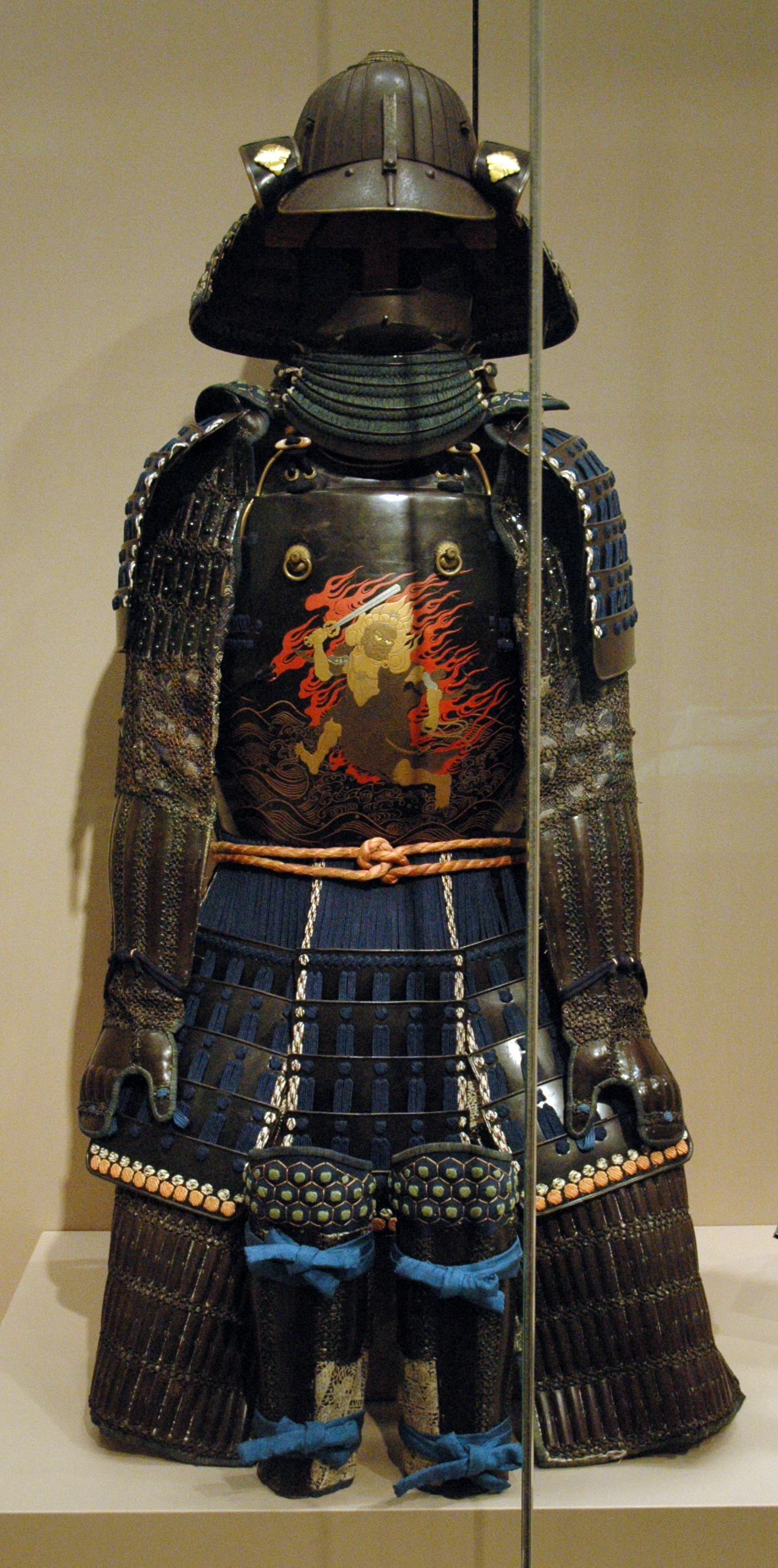
Armadura samurái exhibida en el Museo de Arte Asiático de San Francisco.

Durante esta batalla prevalecieron dos tipos de armaduras principalmente: las de las tropas de infantería (soldados ashigaru) y las del resto de los samuráis.
Los ashigaru contaban con las armaduras menos costosas de toda la tropa. Su protección consistía principalmente de una armadura para el cuerpo elaborada de pequeñas placas unidas entre sí por cota de malla de tal forma que podía doblarse y era llamada tatami gusoku. Estaba integrada por un dō (armadura para el torso) o un hara ate (armadura que solo cubría el frente pero no la espalda), un kusazuri (una especie de falda) y un casco de guerra conocido como jingasa, el cual inclusive podía ser utilizado para cocer arroz dentro de él.
El resto de las tropas portaba una armadura que cubría el cuerpo llamada dō, la cual constituía la base de esta indumentaria defensiva. En el campo de batalla, los samuráis utilizaban unos calcetines conocidos como tabi, unas sandalias de tiras llamadas waraji o zori y en algunas ocasiones un par de geta (unos zapatos parecidos a los zuecos). Los samuráis de este periodo utilizaban unos Suneate (脛当て?) o espinilleras, además de unas haidate, protecciones en los muslos que se volvieron famosas después del periodo Sengoku. Se usaban además unos guantes denominados yugake junto con las kote (小手?   mangas) para proteger brazos y manos. Un uwaobi (上帯?) (cinturón exterior) mantenía todo el conjunto de ropa y armadura unido. Para proteger su cuello se utilizaba un nodowa, además de que se colocaba un hachimaki (鉢巻き?) alrededor de la cabeza para recibir el peso del kabuto (兜?   casco). Algunos samuráis acostumbraron utilizar algún tipo de máscaras para proteger el rostro conocidas como hoate y éstas podían ser completas, media máscara que protegía hasta debajo de los ojos y podía o no incluir una pieza para la nariz.
Un rasgo característico en ambos tipos de armaduras fue la implementación del sashimono, una bandera larga portada en la espalda de los guerreros, las cuales tenían grabado el Mon o emblema del clan al que pertenecían, lo que permitía que se reconocieran en el campo de batalla.

## Sekigahara actualmente

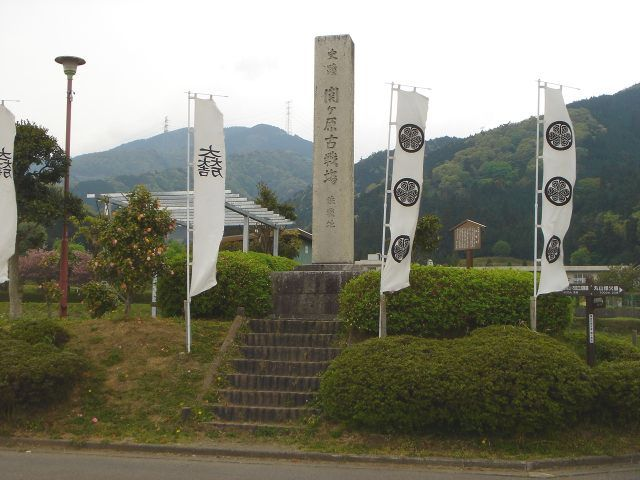
El kassenba, lugar de la última batalla. A la izquierda se ven las banderas con el mon de Ishida, a la derecha con el de Tokugawa y al centro el obelisco.

Gracias al eficiente sistema de trenes en Japón es fácil llegar hasta el lugar. En el centro del poblado de Sekigahara está marcado el sitio donde estuvo el último puesto de comando de Ieyasu, lugar donde asistió a la ceremonia de exhibición de las cabezas cortadas de los enemigos que tomaron durante el combate. Cruzando la calle se encuentra el Museo Público de Sekigahara, donde se exhiben armas, armaduras, mapas y documentos relativos a la batalla.
En el lugar donde se decidió la batalla, en medio de algunos arrozales y llamado kassenba, se erigió un obelisco y se muestran las banderas con las insignias de los clanes samurái que estuvieron presentes.
Cerca de la estación del tren se encuentra un parque temático llamado Sekigahara Warland, donde se muestran algunas estatuas de plástico a escala natural representando las armas y vestimenta que se utilizaron durante este conflicto, además que cuenta con un pequeño museo donde se muestran distintos tipos de armaduras de finales del siglo XVI así como cascos de guerra.
En la zona se encuentra también un templo que se construyó en honor a los líderes del «Ejército del Oeste» muertos en combate.
En el año 2000 se llevaron a cabo diversos eventos para celebrar el aniversario número 400 del acontecimiento de la batalla, en el cual más de 800 personas descendientes de los guerreros que estuvieron presentes en el combate donaron armaduras y participaron en la representación de la batalla el 8 de octubre de ese año.
Otra celebración importante tuvo lugar durante la Expo Ogaki 2000 que se llevó a cabo en las ruinas del Castillo Ōgaki, donde se exhibieron armas y armaduras de la época, se montó un video de la representación de la batalla y se brindó una reseña de los comandantes presentes a los visitantes. En total más de 748 000 personas asistieron a esta exposición entre el 25 de marzo y el 9 de octubre de ese año.

## En la cultura popular
La batalla de Sekigahara ha servido como tema principal de diversas novelas, películas y series de televisión sobre todo en Japón.
Dentro de las principales novelas destacan Oinaru Kuwadate del escritor Taichi Sakaiya, Sekigahara de Shiba Ryōtarō además de Shogun: señor de samuráis del escritor James Clavell, donde se describen los sucesos que causaron el desenlace de la batalla.
Dentro del género del manga se encuentra la serie Azumi, la cual se recrea al finalizar esta batalla y se basa en una mujer asesina que después de ser contratada por el shōgun Tokugawa, intenta eliminar a los aliados del clan Toyotomi. Este manga fue adaptado en el año 2003 al cine ganando 5 premios en Japón.
En el género dorama destacan Sekigahara, del año 1981 y el cual fue una adaptación de la novela de Shiba Ryōtarō, Aoi Tokugawa Sandai, producida por la NHK en el año 2000 y Sengoku Jieitai:Sekigahara no Tatakai, una serie del 2006 basada principalmente en dos películas fantásticas: Sengoku Jieitai de 1976 y Sengoku Jieitai 1549 del 2005.
Dentro de los videojuegos sobresalen dos juegos para PlayStation 2: Kessen y Samurai Warriors 2, los cuales presentan los escenarios probables que pudiesen haber ocurrido con situaciones diversas. Un juego para computadoras que recrea esta batalla histórica es Age of Empires III: The Asian Dynasties, la cual forma parte de la campaña japonesa.
Entre los juegos de mesa y dentro del género wargame destaca Samurai, el volumen 5 de la colección Great Battles of History. Publicado por GMT Games en 1997 y reimpreso en 2007, el juego contiene una simulación histórica altamente detallada de la batalla de Sekigahara. Los eventos más importantes que afectaron la contienda están representados en el juego. Además el título contiene otras 5 batallas del periodo Sengoku: Anegawa, Kawanakajima, Okehazama, Nagashino y Mikata-ga-hara. 